# Панасюк, Владимир Андреевич
Влади́мир Андре́евич Панасю́к (28 февраля 1924, Полоцк — 14 января 1990) — советский литературовед, востоковед и переводчик с китайского языка. Ему принадлежит единственный существующий перевод самого знаменитого китайского романа «Сон в красном тереме».
Родился в 1924 году в семье служащего в Полоцке. Участвовал в Великой Отечественной войне, после окончания которой поступил в Военный институт иностранных языков.
В 1951 году окончил институт, в 1954 году защитил кандидатскую диссертацию на тему «Употребление модальных глаголов в современном китайском языке и их классификация» и начал преподавать в Военном институте. Член Союза писателей СССР (с 1955). С 1964 по 1985 год работал научным сотрудником Института востоковедения АН СССР. Автор более 60 публикаций.

## Основные работы
- Ло Гуаньчжун. Троецарствие / В 2 т. Перевод с китайского и комментарии. — М.: Гослитиздат, 1954. — 791 + 792 с.
- Сыма Цянь. Избранное. / Перевод с китайского. — М.: Гослитиздат, 1956. — 359 с.
- Цао Сюэцинь. Сон в красном тереме / В 2 т. Перевод с китайского В. А. Панасюка под ред. В. С. Таскина. Комментарии В. А. Панасюка и Л. Н. Меньшикова. — М.: ГИХЛ, 1958. — 880 + 864 с.
- Цянь Цай "Сказание о Юэ Фэе" / В 2-т. Перевод с китайского В.А. Панасюка. М., Гослитиздат, 1963. 974 стр.
- Панасюк В. А., Суханов В. Ф. Большой китайско-русский словарь. — М.: Наука, 1983. — 552 с.
- Ло Гуаньчжун, Фэн Мэнлун. Развеянные чары: Роман/Пер. с кит. В. Панасюка; Вступ. статья и коммент. Д. Воскресенского; Стихи в пер. И. Смирнова; Худож. Н. Крылов. — М.: Худож. лит., 1983. — 440 с., ил.